# 霞慕尼奧林匹克體育場
霞慕尼奧林匹克體育場（法語：Stade olympique de Chamonix）是位於法國白朗峰霞慕尼的綜合性冬季運動場館，最初為舉辦1924年冬季奧林匹克運動會而建。其中心冰場面積達36,000平方公尺，可容納逾45000名觀眾，曾承辦該屆冬奧的開閉幕式及冰壺、冰球、花式滑冰、競速滑冰、軍事巡邏賽（冬季兩項前身）等賽事。奧運結束後，場館經過改造增設田徑跑道，轉型為多功能運動場地。
主體結構採用當地花崗岩與木材建造，呈現典型薩伏依建築風格，觀眾席採用階梯式木造看台設計，初期配置可調式遮陽篷。場地周邊設有12座古典主義風格拱門作為主要出入口。
2004年冬奧80週年之際，場館北側看台設立「冬季運動起源地紀念碑」，鐫刻全部16個參賽國代表團名單。2010年啟動「冰之記憶」計劃，通過增強現實技術重現1924年賽事場景。

## 歷史沿革

### 冬奧遺產（1924–1930年）
1924年冬奧期間，該場館見證多項歷史時刻：
- 芬蘭速滑選手克拉斯·頓貝格獨攬3金1銀1銅，成為首屆冬奧獎牌王
- 加拿大冰球隊以絕對優勢奪冠，六場比賽攻入110球僅失3球
- 英國冰壺隊使用獨特的「蘇格蘭花崗岩壺」引發技術爭議

賽後場館轉為民用，1930年承辦世界冰球錦標賽時增建永久性更衣室與照明系統。

### 田徑場改造（1930年代至今）
1950年代因冰球運動轉向室內化，市政府於1962年拆除木製看台，改建八跑道田徑場。1975年被列入法國歷史遺產預備名錄，1994年完成結構加固並恢復部分原始看台樣式。現主要舉辦：
- 霞慕尼山地馬拉松（終點站）
- 法國田徑聯賽分站賽
- 冬季露天音樂會（利用天然聲場效應）

## 外部連結
- 1924年奧運會官方報告。 第645頁、第648–650頁。（法語）